# 公孫徵史
公孫徵史，中國西漢時期皇族女性，為漢宣帝婕妤，東平思王劉宇之母。

## 生平
史書對於公孫徵史的記載不多，《漢書 外戚傳》中亦不見其傳，僅在《漢書 宣元六王傳》、《全漢文》中有其記載。
漢宣帝將公孫徵史納入後宮，封婕妤。後公孫徵史生一子劉宇，甘露二年（前52年）封東平王。漢宣帝駕崩後，在漢元帝在位初期，公孫徵史隨子劉宇，前往劉宇之封國東平國，稱東平太后。
東平思王劉宇和母親東平太后，母子之間的關係不甚融洽，最後東平太后甚至上書漢元帝，願意前往顧守漢宣帝的杜陵。漢元帝為此遣使太中大夫張子蟜調解劉宇與母親之間的緊張關係。
史書沒有記載東平太后何時去世。